# 1C busz (Szombathely)
A szombathelyi 1C jelzésű autóbusz a Vasútállomás és a Herény, Béke tér megállóhelyek között közlekedett Kámonon át. A vonalat a Volánbusz üzemeltette. A járatok összehangoltan üzemeltek a 12-es, 12B, 21-es, 21A és a 21B buszokkal. A buszokra csak az első ajtón lehetett felszállni.

## Története
- 2016. február 1. előtt csak tanítási munkanapokon közlekedett a reggeli és a délutáni csúcsidőben.
- 2016. február 1-től az 1-es busz megszűnt ezért a Herényi útvonalát teljes üzemidőben átvette.
- 2022. január 1-től az 1C, 12, 12B, 21, 21B vonalak összevonásával egy észak-dél irányú, átszállásmentes kapcsolatot biztosító autóbuszvonal jött létre, emiatt az 1C jelzésű járat megszűnt.

## Közlekedése
Munkanapokon a csúcsidőben kb. 20-30 percenként járt. Szabad- és munkaszüneti napokon kb. 50 percenként közlekedett.

## Valós idejű közösségi közlekedési információ
Az ÉNYKK honlapjának ezen a részén követhető, hogy éppen melyik busz merre jár.
Valós idejű közlekedés

## Járművek
A vonalon Credo BN 12, Ikarus 263, MAN SL 283 és típusú szóló autóbuszok közlekedtek. Ritkán Ikarus 280 és Mercedes-Benz Conecto G típusú csuklós autóbuszok is előfordulzak.

## Útvonala
| Herény, Béke tér felé                                                                                                  | Vasútállomás felé |
| --- | --- |
| Vasútállomás - Szelestey László utca - Petőfi Sándor utca - Paragvári utca - Szent Imre herceg útja - Herény, Béke tér | Herény, Béke tér - Szent Imre herceg útja - Paragvári utca - Petőfi Sándor utca - Király utca - Széll Kálmán utca - Vasútállomás |

## Megállói
| 1C (Vasútállomás – Herény, Béke tér) | 1C (Vasútállomás – Herény, Béke tér) | 1C (Vasútállomás – Herény, Béke tér)                         | 1C (Vasútállomás – Herény, Béke tér) | 1C (Vasútállomás – Herény, Béke tér) | 1C (Vasútállomás – Herény, Béke tér)                                                          | 1C (Vasútállomás – Herény, Béke tér) | 1C (Vasútállomás – Herény, Béke tér) |
| Perc (↓)                             | Perc (↓)                             | Megállóhely                                                  | Perc (↑)                             | Perc (↑)                             | Átszállási lehetőségek                                                                        | Fontosabb létesítmények |                                      |
| ------------------------------------ | ------------------------------------ | ------------------------------------------------------------ | ------------------------------------ | ------------------------------------ | --------------------------------------------------------------------------------------------- | --- | ------------------------------------ |
| 0                                    | 0                                    | Vasútállomás                                                 | 17                                   | 14                                   | 1U, 2A, 2C, 3A, 5, 6, 7, 8, 12, 12B, 21, 21A, 21B, 30Y, 9H, 10H, 22, 25, 26, 27, 29A, 29C, 35 | Szombathely Helyi autóbusz-állomás, Éhen Gyula tér |                                      |
| 2                                    | 2                                    | Szelestey László utca 27.                                    | ∫                                    | ∫                                    | 1U, 5, 22                                                                                     | |                                      |
| ∫                                    | ∫                                    | 56-osok tere (Széll Kálmán utca)                             | 16                                   | 13                                   | 1U, 2A, 5, 6, 7, 12, 12B, 21, 21A, 21B, 30Y, 22, 26, 27, 29A, 35                              | 56-osok tere, Vámhivatal, Földhivatal, Államkincstár, Gyermekotthon                                                                                         |                                      |
| 3                                    | 3                                    | Szelestey László utca 15. (Korábban: Március 15. tér)        | ∫                                    | ∫                                    | 1U, 5, 9H, 22                                                                                 | SZTK, Március 15. tér, Művelődési és Sportház |                                      |
| ∫                                    | ∫                                    | Savaria Nagyszálló (Korábban: MÁV Zrt. Területi Igazgatóság) | 14                                   | 12                                   | 1U, 5, 9H, 22                                                                                 | MÁV Zrt. Területi Igazgatóság, Savaria Nagyszálló, Mártírok tere, Savaria Mozi                                                                              |                                      |
| 5                                    | 4                                    | Berzsenyi Könyvtár                                           | 12                                   | 10                                   | 1U, 3A, 5, 22, 25                                                                             | Berzsenyi Dániel Könyvtár, Petőfi Üzletház, A 14 emeletes épület, Domonkos rendház, Nemzeti Adó- és Vámhivatal, Tüdőszűrő, Paragvári utcai Általános Iskola |                                      |
| 7                                    | 5                                    | Paragvári utcai Általános Iskola                             | 11                                   | 9                                    |                                                                                               | Paragvári utcai Általános Iskola, Deák Ferenc utcai rendelő                                                                                                 |                                      |
| 8                                    | 6                                    | Dr. István Lajos körút (Korábban: Horváth Boldizsár körút)   | 10                                   | 8                                    | 22, 25                                                                                        | Markusovszky Kórház, Nővér szálló, Vérellátó |                                      |
| 10                                   | 8                                    | Művészeti Gimnázium (Paragvári utca)                         | 8                                    | 5                                    | 2A, 2C, 9, 4H, 9H, 10H, 22, 25, 29A, 29C                                                      | Művészeti Gimnázium |                                      |
| 11                                   | 9                                    | Szófia utca                                                  | 6                                    | 5                                    |                                                                                               | Gothard Jenő Általános Iskola, Benczúr Gyula utcai Óvoda |                                      |
| 12                                   | 10                                   | Szent Imre herceg út 59.                                     | 5                                    | 4                                    |                                                                                               | Kámoni templom |                                      |
| 13                                   | 11                                   | Arborétum (Korábban: Szent Imre herceg út 93.)               | 4                                    | 3                                    |                                                                                               | Kámoni Arborétum |                                      |
| 14                                   | 12                                   | Senyefai utca (Korábban: Arborétum)                          | 3                                    | 2                                    |                                                                                               | |                                      |
| 15                                   | 13                                   | Tulipán utca                                                 | 1                                    | 1                                    |                                                                                               | Hóvirág utcai temető |                                      |
| 17                                   | 14                                   | Herény Béke tér                                              | 0                                    | 0                                    |                                                                                               | Herényi templom, Béke tér, Gothard-kastély, Herényiek Háza                                                                                                  |                                      |

1. 1 2  Munkanapokon 18.00-tól üzemzárásig, valamint szabad- és munkaszüneti napokon teljes üzemidőben a járatok rövidebb menetidővel közlekednek.

## Megállónév változás
- Március 15. tér: 2012. március előtt SZTK (Szelestey u.)
- Arborétum: 2012. július előtt Szent Imre h. út 93.
- Senyefai u.: 2012. július előtt Arborétum
- Savaria Nagyszálló: 2013. szeptember előtt MÁV Zrt. Ter. Igazg.
- Dr. István Lajos krt.: 2015. július előtt Horváth B. krt.

## Cikkek
Eltűnt az Arborétum? - Turistabolondítás a buszon